# 플레코스토무스
플레코스토무스(Plecostomus)는 플레코, 비파 등으로 불리는 물고기로, 몸은 단단한 판들로 덮여 있고, 입은 다른 물체에 붙을 수 있게 되어 있으며, 눈을 뒤집어서 보호할 수 있다. 엄청난 크기로 자랄 수 있으며,1m에 가까운 대형 갑옷메기부터 안시스트루스 등의 소형 종류까지 있다. 수조안에서 자란 녹조류나 다른 물고기들이 떨어트린 먹이 등을 먹으므로 열대어를 기를 때 어항에 함께 기르는 일이 많으며,관상어 애호가들은 일명 청소고기라고 부른다.. 이와 비슷한 메기류 열대어로는 코리도라스(Corydoras)등이 있다. 주요 먹이로는 타이요 플레코플러스, 오션프리 프로와퍼 등이 플레코에게 완전한 영양분을 공급한다.